# Podocarpus henkelii
Podocarpus henkelii — вид хвойних рослин родини подокарпових.

## Поширення, екологія
Країни поширення: Малаві; ПАР; Танзанія; Зімбабве. Це дерево, яке росте в гірських вічнозелених дощових лісах, часто на крутих скелястих схилах, на висотах від 1300 м і 2000 м над рівнем моря.

## Використання
Цей вид є цінним деревом деревини, але не настільки поширеним, щоб мати велике економічне значення. Деревина використовується для будівництва, конструкцій та столярних виробів, а також меблів. У ПАР і Зімбабве його зазвичай висаджують як декоративну дерево, також його часто висаджують в південній Каліфорнії.

## Загрози та охорона
Нестійка вирубка представляє основну загрозу для цього виду, особливо в Танзанії. Цей вид зустрічається в кількох невеликих охоронних територіях.